# 阿提拉
阿提拉或亞提拉等（英語：Attila，約406年—453年），又常稱匈人阿提拉（Attila the Hun），自434年伯伯鲁吉拉過世時至自己過世，為匈人最主要的君主之一。
匈人帝國形成於在他的領導期間，他是西羅馬帝國和東羅馬帝國最主要的敵對勢力領導者之一。他兩次率眾橫渡多瑙河，掠奪巴爾幹半島，但未能攻下君士坦丁堡。他在441年入侵東羅馬（拜占庭）帝國，其成功可能促使他率眾向西繼續入侵。

## 生平

### 早年生涯

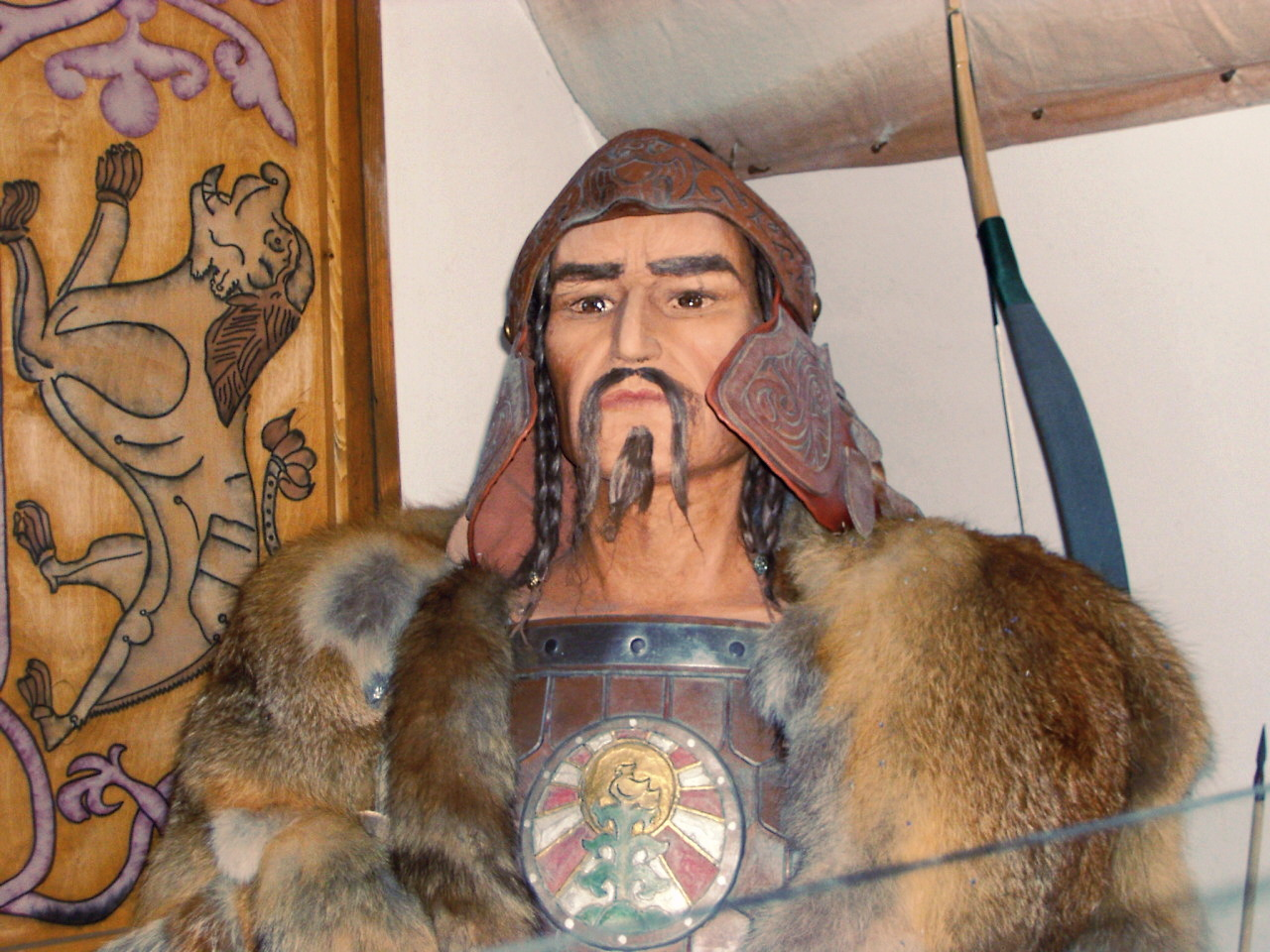
匈牙利阿提拉博物馆中的阿提拉像

阿提拉大約生於公元406年，對於他的童年目前所知甚少，只有假設他於童年時已是一名良好的戰士及領袖，但未有足夠證據支持:51。
在公元418年，年僅12歲的阿提拉，被作為議和條約中的人質之一送到羅馬宮廷（時值西羅馬帝國首任皇帝霍諾留在位）。同時，匈人亦獲得了埃提烏斯（後來指揮羅馬軍隊，成功抵抗阿提拉進一步西侵的將軍）作為人質交換。阿提拉在羅馬宮廷接受了良好的教育，同時亦從那裡學習到羅馬人的傳統和習俗，還有他們奢華的生活方式。羅馬人希望藉此使他能把羅馬文化在回到匈人領地時带回去，以增加羅馬對周邊部族的影響力。而匈人則希望透過人質交換，能使他們獲取更多羅馬內部的情報:45。
阿提拉逗留在羅馬時，曾經一度嘗試逃跑但失敗了。於是他開始把注意力集中在研究羅馬內部結構上，並專注研究羅馬的内政及外交政策。有時，他甚至會透過暗中觀察外交官們舉行的外交會議去研究這方面的資料。可以說，阿提拉於當時學習的一切對後來他對匈人帝国的統治，以至於他對羅馬的征伐戰役都有極大的幫助:45。

### 分治時代

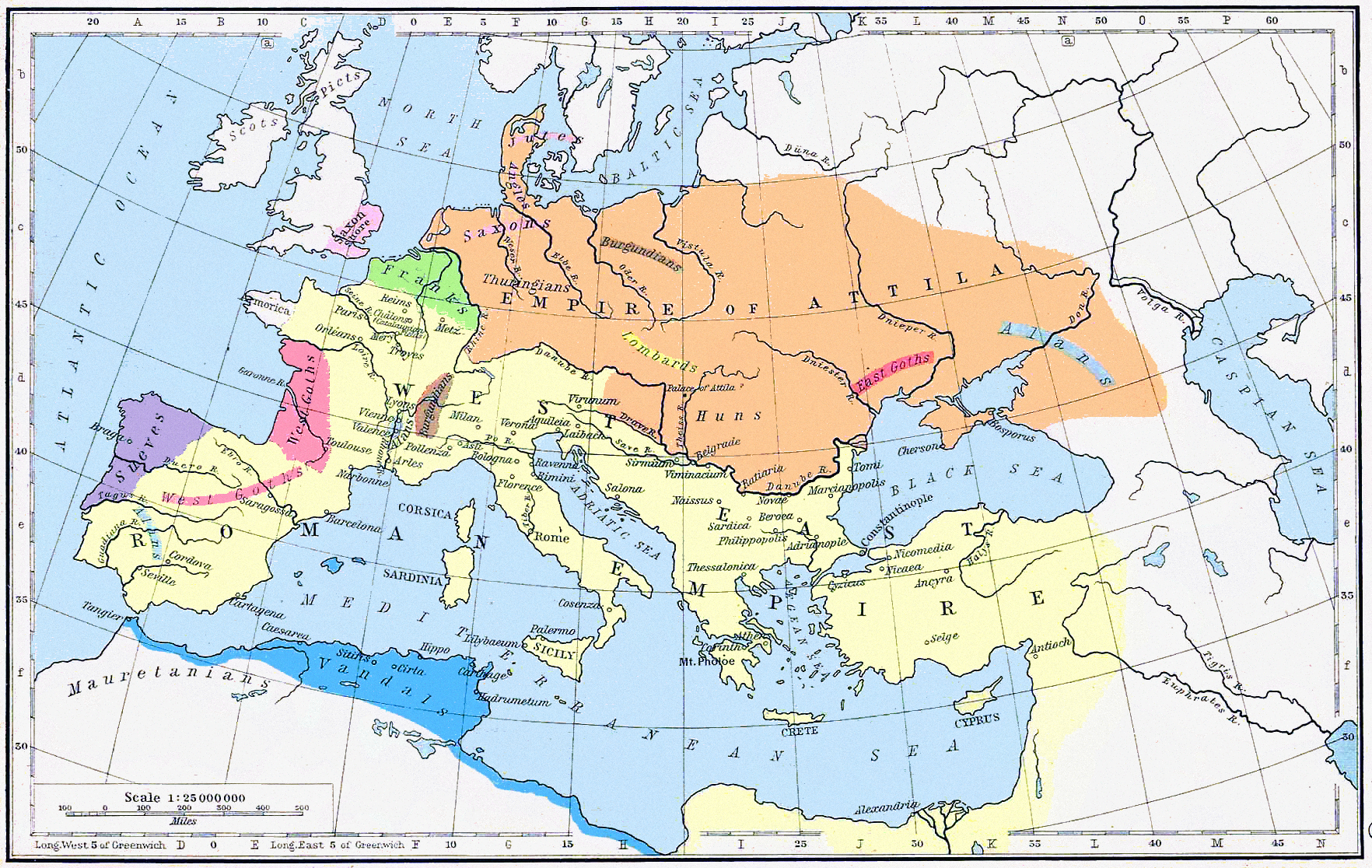
公元450年地中海世界

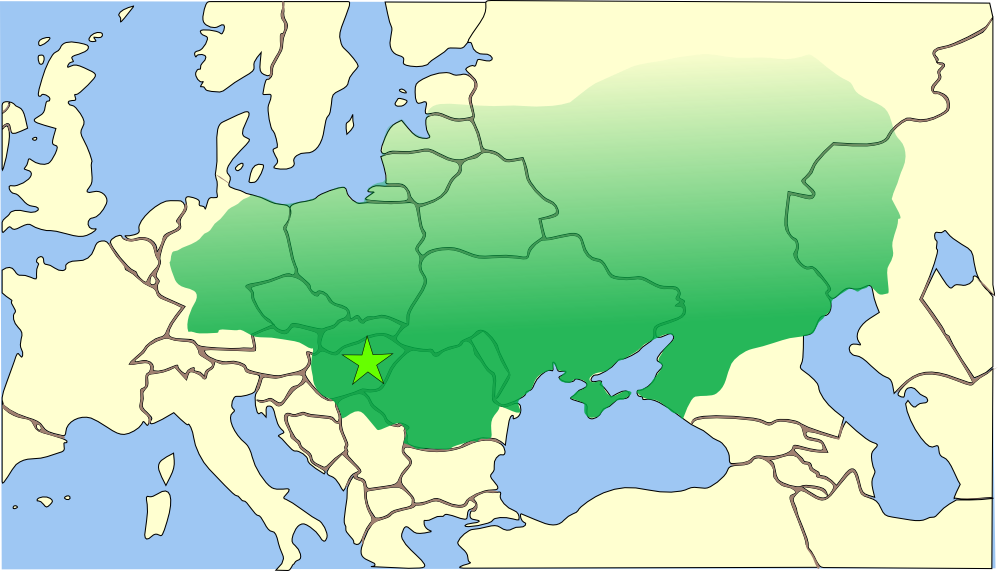
匈人帝国，从中亚大草原到相当于如今的弗兰德尔从多瑙河河谷到波罗的海海滨

公元434年，伯伯卢阿死後，阿提拉和其兄布列達繼承了匈人君主統治着匈人，之後勢力快速擴展，並開始與當時的东羅馬皇帝狄奧多西二世相討歸還幾個在东罗马帝國庇護下的叛教部族。於翌年，阿提拉和布莱达於马古斯（Margus，現波扎雷瓦茨，塞爾維亞境內城市）會見了东罗马帝國的代表團，在談判後並達成一個十分成功的條約：东罗马承諾歸還叛教部族（這些部族曾經協助东罗马對抗汪達爾人），並把以往每年對匈人的350羅馬鎊（約114.5千克黃金）納貢增加兩倍，開放更多的市場予匈人商人互市，並為每個被俘虜的羅馬人支付8個金幣的贖金。在簽署條約後，匈人為了鞏固和加強他們的帝國，便从东罗马帝国的邊疆撤向欧洲內陸地區。而狄奧多西二世便藉此機會，建立了君士坦丁堡的城牆，並沿多瑙河建立防禦工事，增強了东罗马帝國的防禦能力。
在接下來的五年，匈人未有再對东罗马帝國進行大規模進攻，而是轉而向波斯帝國萨珊王朝進攻。但是，當他們在亞美尼亞遭到萨珊王朝還擊打敗後，阿提拉和布萊达便放棄攻占波斯。公元440年，匈人再次把注意力放到东罗马帝國，並屢次侵擾多瑙河北岸的商人市場。阿提拉和布莱达指責东罗马人未履行他們的條約，更聲稱马古斯的主教褻瀆了在多瑙河北岸（潘诺尼亚和雷蒂亚）的匈人皇家墳墓，要挟要再次進攻东罗马。阿提拉率領匈人橫渡了多瑙河，把伊利里亞地區（今巴爾幹半島西部地區）和色雷斯地區徹底摧毀，其中還包括了首府费米拉孔。匈人一直推进到马古斯，在此當匈人正與东罗马人相討交出主教的條件時，該名主教出逃並放棄了此城。
狄奧多西二世在汪達爾人的領袖盖薩里克于429年佔領迦太基以及萨珊王朝皇帝伊斯特格德二世入侵亞美尼亞後，決定撤走多瑙河沿岸的防禦工事，使得阿提拉和布萊达更容易進攻巴爾幹半島。公元441年，匈人军队先後攻陷了马古斯、费米拉孔、辛吉度努姆，今貝爾格萊德）及色米姆等城市，直至翌年狄奧多西二世從北非調回他的軍隊，以及發行新金幣支付軍費，才暫時遏止了阿提拉的攻勢。在此之後，他認為已有足夠力量對抗阿提拉，便拒絕了匈人的要求。
在要求被拒後，阿提拉和布萊达於公元443年再沿多瑙河沿岸發動大規模進攻，並侵佔了軍事重鎮Ratiara，及圍攻了纳伊斯斯（Naissus）（今塞爾維亞城市尼什，Nis）。在此兩戰中，匈人首次使用了攻城槌及攻城車等重型裝備。然後匈人軍隊再度攻占了巴爾幹半島，沿著尼沙瓦河攻陷了謝爾迪卡（今保加利亞首都索菲亞）、菲立普波里斯（今保加利亞城市普羅夫迪夫）、呂萊布爾加茲  （今土耳其境內城市）等大城市，最後攻至东罗马帝国首都君士坦丁堡。
匈人雖然消滅了城外的羅馬守軍，但由於欠缺攻城武器，所以面對着君士坦丁堡的巨大城牆只能圍困該城。
在長期圍困後，狄奧多西二世投降，命皇室使節亞納多留斯與阿提拉相議和平條約。最終狄奧多西二世與阿提拉達成協議，簽訂一條更嚴厲且苛刻的條約：东罗马同意賠償6,000羅馬鎊（約1963千克黃金）作為早前毀約的懲罰，而每年納貢增加三倍至2,100羅馬鎊（約687千克黃金），至於每個被俘虜的羅馬人支付的贖金亦增至12個金幣。這些條款雖然為东罗马帝國帶來更沉重的負擔，但亦暫時滿足了匈人的慾望，使他們再次撤向欧洲內陸地區。根據约丹内斯及普利斯庫斯的著作記載，約於公元445年，即匈人撤向內陸地區後不久，布列達便被阿提拉殺害。在殺害布列達後，阿提拉成為唯一統治匈人的君主，並再度將矛頭指向东罗马帝國。

### 集权時代

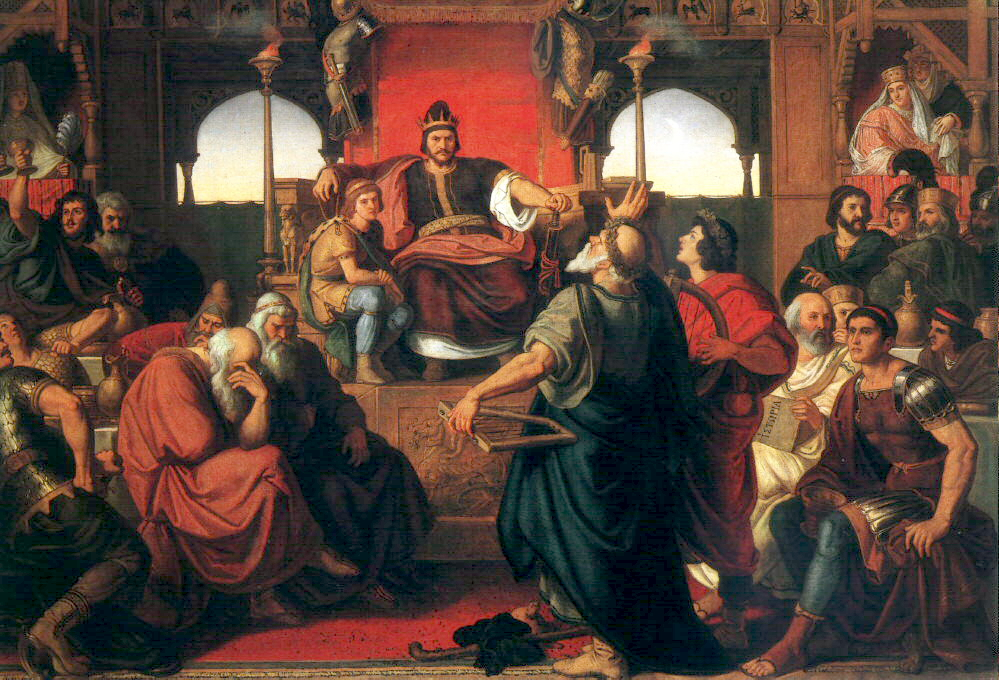
Mór Than的作品：阿提拉的饮宴

一連串的人為和自然災害在阿提拉率領匈人撤走便接連降臨在君士坦丁堡：競技場上的大暴動，於公元445年至447年發生的嚴重瘟疫和饑荒，還有差一點讓君士坦丁堡的巨大城牆被徹底摧毀的大地震。於是在公元447年，鞏固了自己作為匈人唯一領袖地位的阿提拉便伺機而入，由默西亚省入侵。於維特河沿岸，一個哥德骑兵指挥官Arnegisclus帶領一支羅馬軍隊進行抵抗但卻被阿提拉打敗。但羅馬軍隊的損失仍不大，於是阿提拉便繞過了一些主要的軍事重鎮，橫越巴爾幹半島直趨塞莫皮莱獈口（今希臘境內）。但當匈人軍隊再次到達君士坦丁堡後，面對著迅速重建後的新城牆卻顯得束手無策。以下是一段對當時匈人的情況的描述：
|                                      | ……那些從色雷斯來的蠻族匈人，攻佔了數以百計的城鎮，使君士坦丁堡內陷入十分危險的境況，人心惶惶，爭相逃命。……被殺者多得無法估量。同時，他們也俘虜了大量的修士和少女。 |
| ——塞琉古著《Life of Saint Hypatius》 | |

阿提拉於是提出恢復「和平」的條件：「东罗马人需繼續履行納貢的責任，以及把多瑙河以南5日騎程內的防禦工事全部撤除」。此後協商斷斷續續地持續了約三年。其中史學家普利斯庫斯在公元448年被作為使者派遣了到阿提拉的營地，期間他著寫的《出使匈奴王廷記》，成為了眾多描述阿提拉的書籍中，最為準確及詳細的版本。此書提供了大量有關阿提拉婚姻，性格，外型，以至匈人皇廷內的情況的資料，其中更不乏對阿提拉冷漠、樸實的性格，與下臣及奉承者的奢華對比的描述：
| “ | ……他為我們準備了豪華的盛宴……用上了十分名貴的銀碟用作替我們和他們的使節盛載食物。但相對於我們的奢華餐具，阿提拉只用上了一個木盤。無論在何處，他都表現得十分溫和和簡樸：就是連酒杯也是木製的，相對而言我們則使用著各適其適的金製或銀製酒杯。衣著也是非常簡樸和整潔：隨身攜帶的佩劍，一對西徐亞式的靴，馬轡也沒有任何黃金或寶石修飾，與其他的西徐亞人一樣。木製地版上只簡單地鋪著羊毛蓆子。 | ” |

在這些年間，發生了一件對阿提拉後來征服之路影響深刻，有關「戰神之劍」的傳說，普利斯庫斯對此亦有記載：
|                                                        | 當一個牧人發現他的牛群裏有一頭小牝牛跛著腳行走的時候，……他好奇地循著血跡而行，最後被他發現了那頭小牛在吃草時不慎踏到一把劍。他趕忙挖出了那劍，並呈獻給阿提拉。阿提拉認定這就是傳說中的「戰神之劍」，認為這是上天指定他要統治世界的象徵，並會使他在往後的征戰中無往不利。 |
| ——约丹内斯著，哥德的起源和行為，第35章（英語線上閱讀） | |

有學者於考究後證實這個傳說源自一些中亞種族對劍的崇拜。

### 進軍西方

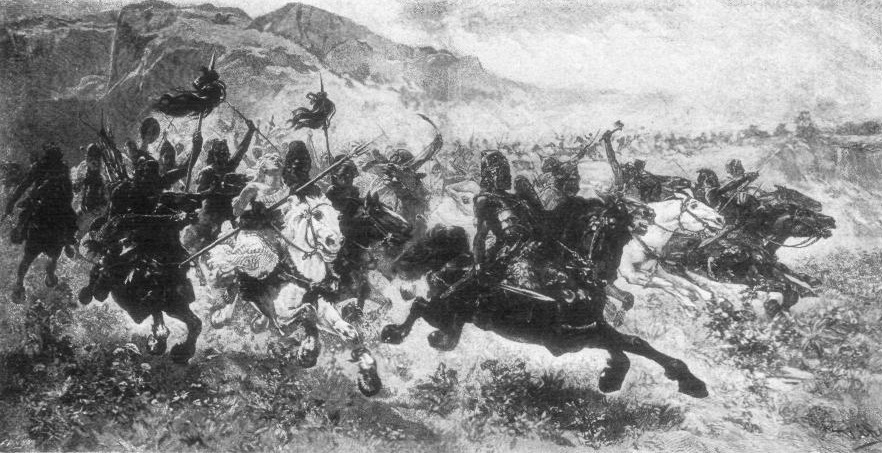
阿提拉（右前）率领匈人骑兵入侵意大利

公元450年，阿提拉開始把注意力集中在西歐，並向西羅馬帝國表示願意與之結盟，共同對付政治核心在阿基坦高卢圖盧茲的強大西哥特王國。在此之前阿提拉與西羅馬帝國，尤其與當時已成為大公的埃提烏斯（幼時被作為人質交換至匈人帝國）維持著一段良好的關係。在當時，匈人軍隊對巴斯克人和哥德人的節節勝利，使阿提拉在西歐已獲得「大元帥」（magister militum）的稱號。而汪達爾王盖萨里克，在懼怕西哥特王国人的陰影下，對西歐其他各部族的外交努力亦對提升阿提拉在西歐的影響力産生幫助。
但是在羅馬，當時的皇帝瓦倫丁尼安三世與他的姊姊奧諾莉亞，就阿提拉提出的建議卻持相反意見。奧諾莉亞為了逃避與一名宮廷官員的婚约，竟於當年春季主動向阿提拉求婚。阿提拉在考慮過後，接受了她的提議，但卻同時提出要以帝國的一半管治權作為嫁妝。瓦倫丁尼安三世得知後，斷言拒絕了提議並以「提婚不合法」為由回覆了阿提拉，並在攝政太后加拉·普拉西提阿的建議下把奧諾莉亞流放。但阿提拉卻沒有被說服，並派遣了使者到拉文納要求進一步的解釋，準備一旦無法獲得滿意的答覆便揮軍进攻西羅馬帝國。
同年，在東罗马帝國，统治長達42年的皇帝狄奧多西二世因墮馬而喪生，繼承其位的馬爾西安停止了向匈人的納貢，因為在經過長年累月被匈人和其他蠻族蹂躪後，作為支撐帝國經濟命脈的巴爾幹半島已經無甚可剩了。同時間在阿提拉轄下統治的法蘭克人，在國王死後他的兩個兒子爆發了爭奪王位的衝突，長子及次子分別向阿提拉與埃提烏斯求援。著名歷史學家约翰·巴格内尔·伯里認為，阿提拉介入此舉的最終目的，可能是為了把他的帝國跨越高盧擴展至大西洋海岸。
在派遣到拉文納使者得不到答覆，以及加上法蘭克人的求援後，阿提拉決定集結一支龐大軍隊攻向高盧。他從阿蘭人、薩克森人、東哥德人、勃艮第人、赫魯利人等服從匈人統治的部族中抽調軍隊，加上自己領導的匈人騎兵，組成一支混合軍隊进攻西羅馬帝國的高盧。公元451年，當阿提拉率領大軍推进到西羅馬帝國比利時省時，根據約爾丹尼斯的記載已達50萬（雖然含有誇大成分）。於4月7日他攻陷了梅斯，同時間羅馬主將埃提烏斯正於凱爾特人、法蘭克人和勃艮第人中抽調軍隊。
當阿提拉進一步向西推进後，元老院議員阿維圖斯便受命說服西哥特王狄奧多里克，使西哥特人與羅馬人結盟，也構成了一支龐大的軍隊準備與匈人決戰。這支軍隊搶先在阿提拉之前趕到了奧爾良地區，以阻止匈人軍隊繼續前進。終於埃提烏斯於約現今法國的香槟沙隆追上了阿提拉的軍隊，雙方爆發了著名的沙隆战役。惨烈的战役最後以羅馬和西哥特聯軍胜利結束，但西哥特王狄奧多里克在此戰中戰死，而埃提烏斯因為不能有效控制聯軍，而被逼將之解散。阿提拉在此戰之後，離開了高盧，把目標指向意大利本土。

### 驟逝

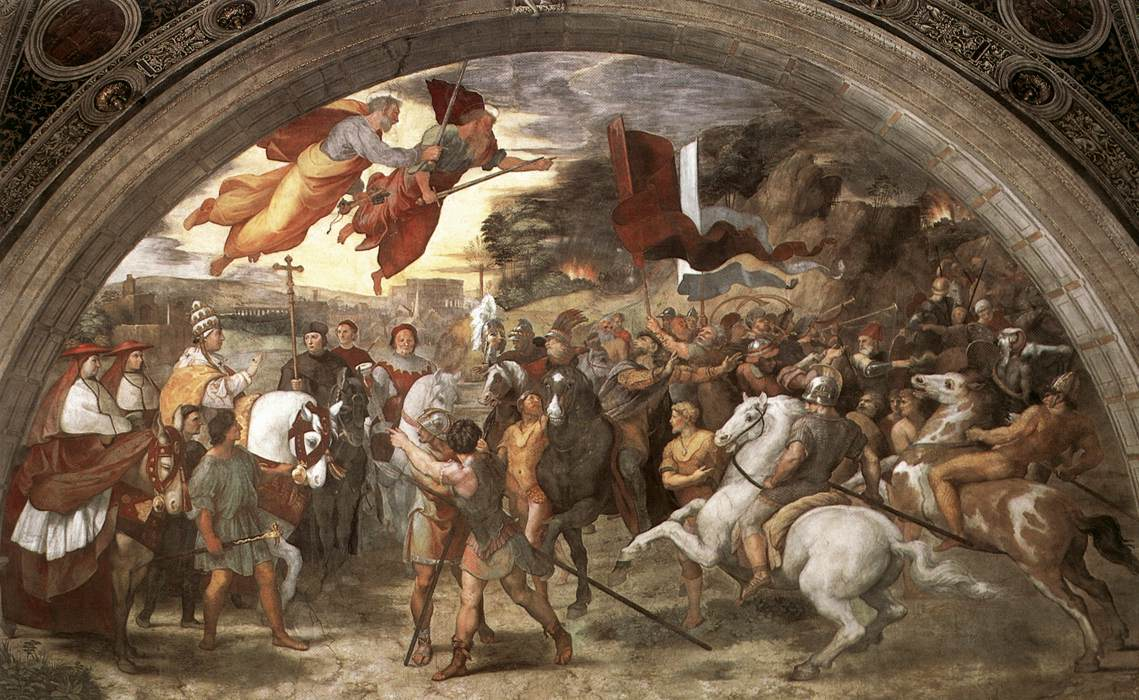
拉斐爾作品《伟大的利奥和阿提拉的会面》，画面中：圣彼得和圣保罗在教皇利奥一世头上，后者前去会见阿提拉。

在公元452年，當阿提拉重新向西羅馬帝國要求對奥諾利亞的婚姻時，匈人的軍隊同時越過了阿爾卑斯山侵入了西羅馬帝國的核心—意大利本土。他的軍隊攻占了許多城市，並且把意大利東北的軍事重鎮阿奎萊亞徹底摧毀，使之永久地從地圖上消失。皇帝瓦倫丁尼安三世被嚇怕，從首都拉文納逃到舊都羅馬，只剩下埃提烏斯留在北部死守，但所提供的支援卻很少。最後匈人軍隊在意大利北部的波河停止了攻勢，阿提拉並接見了由教宗利奧一世，元老院首席議員阿維努斯及禁衛軍統領特里杰久斯（Trigetius）等當時羅馬帝國內身分最顯赫的人所領導的議和使節團。在一輪相議後，阿提拉決定接受議和條款並撤走，但他也同時警告如果西羅馬帝國違反對霍諾利亞的婚約時，他會再次入侵羅馬。
對於阿提拉突然撤走的原因，歷史上有不同的說法。其中最可信的原因指出，阿提拉的軍隊當時可能受到軍糧短缺或瘟疫困擾，或者被东罗马帝國軍隊越過多瑙河侵擾後方所逼。而根據普利斯庫斯的記載，另一個可能的原因是因為阿提拉害怕會重蹈公元410年8月，西哥特王亞拉里克一世攻占「永恆之城」羅馬城後不久暴斃的覆轍。這個由預言家阿基坦所發出的預言，經過畫家拉斐爾的畫筆與阿加第的鑿子美化後，形成了一幅由聖彼得和聖保羅保護著教宗，警告蠻族不得入侵「永恆之城」羅馬的畫像（如右图）。

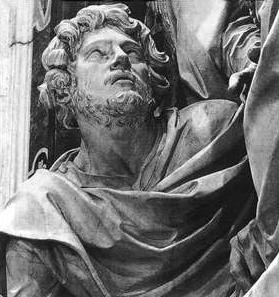
描述教宗利奧一世前去會見阿提拉求和的版畫

無論如何，阿提拉率領著匈人軍隊離開了意大利，越過多瑙河回到了自己的皇宮。同時他亦籌劃著再次进攻君士坦丁堡，使东罗马皇帝馬爾西安恢復中斷了3年的納貢。就於此時，他卻在公元453年初突然逝世。對此，最常見的解釋出自普利斯庫斯的著作，當中記載道阿提拉在他新婚迎娶一個哥德或勃艮第裔的少女伊爾迪科（Ildico，一譯伊笛可）的婚宴後，在睡夢中鼻腔血管破裂，血液倒流引致窒息而死。這血管破裂可能是由於阿提拉飲酒過多而引起。
他的侍從和戰士在發現他的死訊後，以剪下自己一撮頭髮，和以劍在臉上刺傷口來哀悼他。約丹內斯也這樣地記載當時的情況：「最偉大的戰士是不應以女性的哀號和淚水，而是以戰士的鮮血來哀悼的」。在葬禮上，匈人騎士們排著隊形，圍繞著存放阿提拉遺體的大型絲綢天幕轉圈，向這位他們最偉大的領袖唱著喪歌。儀式完結後，匈人們便依照傳統，在阿提拉下葬的墳前飲酒作樂。他的遺體分別被放在三個由金，銀，鐵所製成的棺木中，連同戰利品，和那些負責發挖墳墓後被殺的俘虜一起埋葬。在他死後，他的故事被演化作不同的傳奇。在《尼伯龍根之歌》（德國中世紀長篇史詩）中的Etzel和《佛爾頌薩迦》（Völsungasaga）中Atli都是由阿提拉的生平所演化的人物。
關於阿提拉逝世的傳說和故事，還有另一個版本。約在阿提拉死後八十年，羅馬編年史家Count Marcellinus的著作中這樣地記載著：「Attila rex Hunnorum Europae orbator provinciae noctu mulieris manu cultroque confoditur.」（阿提拉，匈人的皇帝和歐羅巴的毀滅者，被他的妻子用刀殺害。）
在《尼伯龍根之歌》和《佛爾頌薩迦》中都描述「Atli」是被其妻古德倫殺害。但多數學者都不接受這個解釋，而選擇了相信在阿提拉時代生活的普利斯庫斯的記載。近年，卻有新的論據出現反駁普利斯庫斯的記載。根據詳細的文獻學分析，Babcock提出了由普利斯庫斯的著作中記載的自然死亡論，是由受到當時东罗马皇帝馬爾西安政治壓力的傳教士簒改的，所以對可信性存疑。
阿提拉死後，他的指定繼承人艾拉克、鄧吉西克以及厄爾納克（他的政權被稱為保加爾）為帝國繼承權互相攻伐，使匈人帝國四分五裂，如約爾丹尼斯所記載—「就好像那些好戰的國王與他們的人民，應該被他們像家庭財產般攤分。」於是在後來，在格庇德的汪达尔人的國王艾達里克王領導下的反匈人聯盟，在尼達歐之戰擊敗了匈人，殺死了艾拉克，使匈人帝國完全瓦解並開始從歐洲歷史中淡出。
在中世紀的各國文化中，統治者經常會吹噓自己的祖先是某名最強大的征服者。阿提拉，作為一個從亞洲來臨的蠻族征服者，在此原因下他的事跡被傳奇化地保存下來，同時他的血脈也一直流傳下來。其中保加利亞的沙皇是當時被視為最可信為阿提拉後代的君主。現時，一些家族系谱专家正試圖重新排列阿提拉家族的圖谱。當中有一些专家嘗試把阿提拉的血脈圖谱連接至查理大帝，但至今仍未能成功。

## 外貌特徵

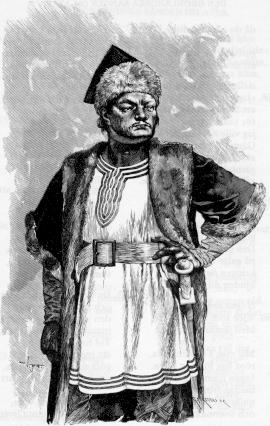
阿提拉
《诗體埃达》的插图

關於阿提拉的外貌，特徵和性格，主要的資料都出自普利斯庫斯的《出使匈奴王廷記》，此書是於他在公元448年與东罗马使臣马克西米努斯領導的使節團出使匈人帝國時所著的。在當中記載了匈人在草原上撘建的營帳有如大城市的規模，以及以木牆屏障的防禦設施等情況。而在書中他用以下方的文字描述了阿提拉的外貌:「身材矮小，胸膛廣闊，頭大眼小，鬍鬚稀疏而呈灰色，鼻子扁平，體形長等不太均稱。這些都是匈人常見的特徵之一:47。」
阿提拉在西方歷史上通常有「上帝之鞭」之名，而他的名字也成為了殘暴和野蠻的同義詞。這也許也與他的外貌和特徵有關連。在平常的描述中，那些草原上的新征服者，如成吉思汗，帖木爾等，都被視為殘暴，好殺戮和好戰的化身。但在現實中，他的性格的也許是更加複雜的。阿提拉時代的匈奴文化，有一段時間與羅馬文明有很大的交流，主要是透過日耳曼比利時行省的邊境傳入。而當公元448年使節團出使匈人時，普利斯庫斯也能夠辨認匈人間常用的兩種主要語言—匈奴語和哥德語，也有些匈人懂得拉丁語及希臘語。普利斯庫斯也曾與一個拜占庭俘虜會面，而他顯然已經適應了匈人的生活模式，更不想回國。當時的拜占庭歷史學家，在記載匈人謙卑和樸素的性格時像凱撒描述日耳曼人一樣毫不含糊的表示讚賞:49-50。

## 家庭
- 祖父：烏爾丁
- 伯伯：鲁吉拉
- 父：蒙杜克
- 兄：布列達
- 妻：
  - 古德伦（勃艮第人）[7]
  - Arykan （日耳曼名）[7]
  - 克雷卡（Kreka，日耳曼名）[7]
  - 伊爾迪科（伊笛可，哥特人）[7]
  - 克里米尔特（格皮德人）[7]
- 子：
  - 艾拉克
  - 鄧吉西克
  - 厄爾納克

## 文化形象
2001年有相關電影《匈奴大帝》上映。
在但丁的《神曲》中，他在第七層煉獄出現，浸沒在一條沸滾的血河中，被稱為「世界之鞭」。但丁也譴責了他對佛羅倫斯的破壞，但這卻是但丁一個嚴重的錯誤，因為他把阿提拉與東哥德人征服者托提拉混淆了。
在古日耳曼的史詩中，對阿提拉有著微妙的描述：「他是一個高尚和慷慨的盟友，無論是在尼伯龍根之歌中的Etzel，或是在《佛爾頌薩迦》或《埃達》（北歐神話）中的Atli都是如此。」現今在一些北歐與中東歐國家中，在有關阿提拉歷史的記載上均是褒多於貶的。匈牙利及土耳其，阿提拉與他最後一名妻子伊尔迪科的名字仍然十分流行且常被使用。

## 音乐作品
- 1812年贝多芬曾尝试谱写一部关于阿提拉的歌剧，并询问奥古斯特，冯·克斯布有关撰写脚本的可能。但是这一计畫并未实现。
- 1846年威尔第谱写了歌剧〈阿提拉〉，该剧情节立足于札卡利亚·韦尔纳的话剧〈匈奴王阿提拉〉。
- 2004年，美国重金属乐队Iced Earth发行了专辑〈辉煌的重负〉，该专辑记录了美国的军事史。除了美国本土的主题，该专辑还收录了一首以阿提拉命名的单曲。以纪念这位伟大的匈奴王。
- 2007年，英国重金属乐队Saxon发行了他们的第17个专辑〈圣殿之内〉，收录了名为〈匈奴阿提拉〉的单曲。该歌曲称阿提拉毁掉了罗马帝国。

## 流行文化中的阿提拉
以阿提拉為主角的電影，有由傑拉德·巴特勒飾演阿提拉的《匈奴大帝》。在《博物館驚魂夜》中，也有出現由派翠克·加拉格飾演阿提拉的串場角色。
引用阿提拉為題材的電子遊戲則有《世紀帝國II：征服者入侵》、《Fate/Grand Order》（女性化）、《Fate/Extella》（女性化）、《崩坏3》、  《全軍破敵：阿提拉》等等。

### 相關人物
- 利奧一世

### 歷史類似
- 耶律楚材
- 卡特萬之戰
- 成吉思汗
- 蒙古征戰
- 列格尼卡战役

### 中文資料
1. 单于已在金山西——闲话匈人与匈奴
2. 匈奴帝国 （页面存档备份，存于）
3. 烹鶴村—匈奴與我.時代的主角 （页面存档备份，存于）
4. 《羅馬帝國衰亡史》第三卷，愛德華‧吉本著，席代岳譯，ISBN 978-957-08-2773-6
5. 《開創時代政治巨人系列—阿提拉》，史提芬‧貝拉‧瓦爾第著，周靈芝譯，ISBN 978-957-9015-34-9
6. 《上帝之鞭：成吉思汗、耶律大石、阿提拉的征戰帝國》，王族著，ISBN 978-986-6234-12-5

### 其他資料
古代文字引用記載：
- 普利斯库斯:《拜占庭史》（Byzantine History），J.B. Bury譯本線上閱讀
- 约丹内斯:《論該塔伊人的起源和行為》（The Origin and Deeds of the Goths）

其他英文書籍：
- Babcock, Michael A.:《The Night Attila Died: Solving the Murder of Attila the Hun》（Berkley Publishing Group, ISBN 978-0-425-20272-2）
- Blockley, R.C.:《The Fragmentary Classicising Historians of the Later Roman Empire, vol. II》（ISBN 978-0-905205-15-1）（集合了史學家奥林匹奥德鲁斯（英语：Olympiodorus）與普利斯库斯的著作的原文節錄。）
- C.D. Gordon:《The Age of Attila: Fifth-century Byzantium and the Barbarians》（Ann Arbor, University of Michigan Press, 1960）。
- J. Otto Maenchen-Helfen（ed. Max Knight）:《The World of the Huns: Studies in Their History and Culture》（Berkeley, University of California Press, 1973）
- Man, John:《Attila: A Barbarian King and the Fall of Rome》（Bantam Press, 2005, ISBN 978-0-593-05291-4）
- E. A. Thompson :《A History of Attila and the Huns》（London, Oxford University Press, 1948）

其他資料：
- 《世紀帝國2:征服者入侵》（電腦遊戲）有關阿提拉的戰爭關卡過渡介紹

| 統治者頭銜      | 統治者頭銜                            | 統治者頭銜      |
| --------------- | ------------------------------------- | --------------- |
| 前任者： 鲁吉拉 | 匈人帝国单于 与布列达共治 434年—453年 | 繼任者： 艾拉克 |